# トヴァシュトリ
トヴァシュトリ（Tvaṣṭṛ、英: Tvastar）とは、ヴェーダの宗教における、世界で最初に生まれたインド神話の創造主である。『プルシャ讃歌（プルシャスークタ）』はプルシャをトヴァシュトリと呼んでいる。そこでのトヴァシュトリは、不可視のヴィシュヴァカルマンの臍から出現した、創造の力の目に見える形態である。『ヤジュル・ヴェーダ』、『プルシャ讃歌』、そして『リグ・ヴェーダ』第10巻において、トヴァシュトリの特徴と属性は、ヒラニヤガルバ／プラジャーパティまたはブラフマーの概念に吸収された。
トヴァシュトリは天界の工匠であって、神々のための道具、特にインドラのヴァジュラの制作者である。そしてまた神酒ソーマの守護者である。トヴァシュトリは『リグ・ヴェーダ』の中で65回言及され、胎児が望まれたときにその力を発揮する人類や動物の肉体の形成者であり、ガルバパティ (garbha-pati) または「胎の主」と呼ばれる。
『リグ・ヴェーダ』によれば、トヴァシュトリはブリグ族の氏族に属する。同様に、叙事詩『マハーバーラタ』での言及によれば、トヴァシュトリはシュクラの息子である。トヴァシュトリは時には、関連性や類似性がある神、たとえばサヴィトリ、プラジャーパティ、ヴィシュヴァカルマン、そしてプーシャンと関連づけられるか同一視される。トヴァシュトリの娘はサラニューで、彼女は、スーリヤとの間に2度にわたって双子を産んだ (リグ・ヴェーダ 10.17.1)。そのうちの1組はヤマとヤミーである。トヴァシュトリはまた、インドラによって殺されることになるヴィシュヴァルーパまたはトリシラスの父であり、復讐のために恐るべき竜のヴリトラを生み出した。トヴァシュトリはインドラの父とも呼ばれることがある。
トヴァシュトリは、『マハーバーラタ』とその補遺『ハリ・ヴァンシャ』では太陽神とされており、聖仙カシュヤパと女神アディティの間の息子として言及された。